# Geissanthus peruvianus
Geissanthus peruvianus là một loài thực vật có hoa trong họ Anh thảo. Loài này được (A.DC.) Mez mô tả khoa học đầu tiên năm 1902.